# Edmond Hervé
Pour les articles homonymes, voir Hervé.
Edmond Hervé, né le 3 décembre 1942 à La Bouillie (Côtes-du-Nord, aujourd'hui Côtes-d'Armor), est un homme politique français membre du Parti socialiste, maire de Rennes de 1977 à 2008 et sénateur du département d'Ille-et-Vilaine de 2008 à 2014. 
Il occupe plusieurs postes, dont celui de ministre de la Santé sous le premier septennat de François Mitterrand. Son défaut d'action à ce poste pour prévenir la contamination par le VIH via des transfusions de produits sanguins lui vaut d'être condamné en 1999 par la Cour de justice de la République pour manquement à une obligation de sécurité ou de prudence.

## Biographie
Fils de paysans métayers, il est licencié en droit public à l'université Rennes-I. Il est aussi titulaire d'un diplôme d'études supérieures en droit public et d'un autre en sciences politiques. Il est le père de trois enfants : une fille et deux garçons jumeaux, dont Marc (né en 1983), conseiller général d'Ille-et-Vilaine et conseiller municipal de la ville de Rennes depuis 2008.

### Maire de Rennes

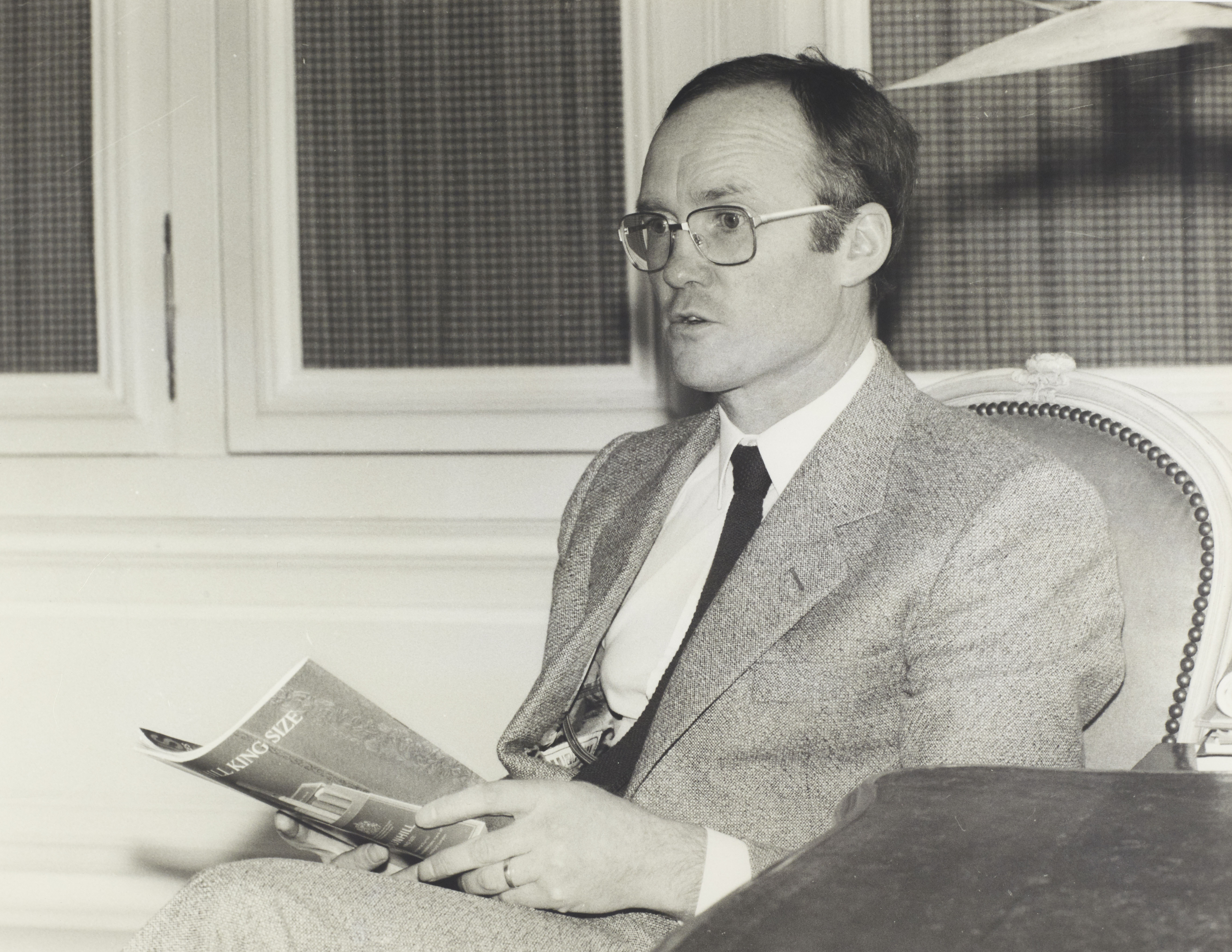
Edmond Hervé en 1982.

Il devient maire de Rennes en 1977. Deux ans plus tard, il abandonne son métier d'enseignant pour se consacrer exclusivement à son mandat.
Président du district de Rennes, devenu par la suite la communauté d'agglomération Rennes Métropole, il entame une politique urbaine intensive : mixité sociale, soutien à la culture, écologie, plateau piétonnier, développement des transports en commun (notamment avec le métro automatique de type VAL) et de la recherche liée aux nouvelles technologies (technopole Rennes Atalante). Il participe également au sauvetage du Stade rennais FC en 1977.
Rennes est régulièrement classée par les magazines (L'Express, Le Point, Le Nouvel Observateur) comme une des villes les plus agréables de France.
Il annonce officiellement le 20 janvier 2007 qu'il ne briguera pas de sixième mandat aux municipales de 2008.
Le maire sortant de Saint-Jacques-de-la-Lande, Daniel Delaveau, est désigné le 7 mars 2007 par le PS pour mener la liste socialiste lors de ces élections. Daniel Delaveau est élu maire de Rennes le 22 mars 2008, à la suite des élections municipales de 2008.

### Affaire du sang contaminé
Dans l'affaire du sang contaminé, Edmond Hervé est acquitté pour cinq chefs d'inculpation sur sept, mais condamné pour les deux autres, par la Cour de justice de la République : manquement à une obligation de sécurité ou de prudence. Il est cependant dispensé de peine, car, selon la Cour, il « n’a pu bénéficier totalement de la présomption d’innocence » et il a été « soumis, avant jugement, à des appréciations souvent excessives ». Edmond Hervé est défendu par Patrick Maisonneuve.

## Détail des fonctions et mandats

### Fonctions locales
- 27 mars 1977–21 mars 2008 : Maire de Rennes
- Conseiller général d'Ille-et-Vilaine (canton de Rennes-Nord-Ouest) (1973-1982)
- Conseiller régional de Bretagne

### Fonctions parlementaires
- 2-24 juillet 1981 : député de la 1re circonscription d'Ille-et-Vilaine (élu le 21 juin 1981). Remplacé par son suppléant Clément Théaudin après sa nomination au gouvernement.
- 2 avril 1986-14 mai 1988 : député d'Ille-et-Vilaine (réélu le 16 mars 1986 à la proportionnelle).
- 23 juin 1988-1er avril 1993 : député de la 2e circonscription d'Ille-et-Vilaine (réélu le 12 juin 1988).
- 12 juin 1997-18 juin 2002 : député de la 2e circonscription d'Ille-et-Vilaine (élu le 1er juin 1997).

Premier signe de son désengagement de la vie politique, il ne se représente pas lors des législatives de 2002, et laisse son siège de député au maire socialiste de La Chapelle-des-Fougeretz, Philippe Tourtelier.
- Sénateur d'Ille-et-Vilaine, élu le 21 septembre 2008[5].

### Fonctions ministérielles
- 22 mai-22 juin 1981 : ministre de la Santé du gouvernement Pierre Mauroy (1).
- 23 juin 1981-29 juin 1982 : ministre délégué auprès du ministre de l'Industrie, chargé de l'Énergie du gouvernement Pierre Mauroy (2).
- 29 juin 1982-22 mars 1983 : ministre délégué auprès du ministre d'État, ministre de la Recherche et de l'Industrie, chargé de l'Énergie du gouvernement Pierre Mauroy (2).
- 24 mars 1983-20 mars 1986 : secrétaire d'État auprès du ministre des Affaires sociales et de la Solidarité nationale, chargé de la Santé du gouvernement Pierre Mauroy (3) et du gouvernement Laurent Fabius.

## Résultats électoraux

### Élections législatives
| Année | Parti | Parti | Circonscription       | Premier tour | Premier tour | Premier tour | Second tour | Second tour | Second tour |
| Année | Parti | Parti | Circonscription       | Voix         | %            | Rang         | Voix        | %           | Issue       |
| ----- | ----- | ----- | --------------------- | ------------ | ------------ | ------------ | ----------- | ----------- | ----------- |
| 1973  |       | PS    | 1re d'Ille-et-Vilaine | 11 715       | 18,16        | 3e           | 26 695      | 42,72       | Battu       |
| 1978  |       | PS    | 1re d'Ille-et-Vilaine | 24 340       | 32,66        | 2e           | 35 853      | 45,73       | Battu       |
| 1981  |       | PS    | 1re d'Ille-et-Vilaine | 29 697       | 45,49        | 1er          | 39 244      | 54,68       | Élu         |
| 1986  |       | PS    | Ille-et-Vilaine       | 135 391      | 34,87        | 2e           |             |             | Élu         |
| 1988  |       | PS    | 2e d'Ille-et-Vilaine  | 23 373       | 47,70        | 1er          | 29 455      | 55,51       | Élu         |
| 1993  |       | PS    | 2e d'Ille-et-Vilaine  | 14 038       | 26,50        | 2e           | 24 437      | 45,10       | Battu       |
| 1997  |       | PS    | 2e d'Ille-et-Vilaine  | 19 662       | 36,96        | 1er          | 31 249      | 54,88       | Élu         |

### Élections sénatoriales
| Année | Parti | Parti | Département     | Premier tour | Premier tour | Premier tour | Issue | Sièges |
| Année | Parti | Parti | Département     | Voix         | %            | Rang         | Issue | Sièges |
| ----- | ----- | ----- | --------------- | ------------ | ------------ | ------------ | ----- | ------ |
| 2008  |       | PS    | Ille-et-Vilaine | 1 061        | 47,39        | 1er          | Élu   | 3 / 4  |

### Élections cantonales
| Année | Parti | Parti | Canton     | Premier tour | Premier tour | Premier tour | Second tour | Second tour | Second tour |
| Année | Parti | Parti | Canton     | Voix         | %            | Rang         | Voix        | %           | Issue       |
| ----- | ----- | ----- | ---------- | ------------ | ------------ | ------------ | ----------- | ----------- | ----------- |
| 1973  |       | PS    | Rennes-III | 1 541        | 33,97        | 1er          | 2 706       | 56,16       | Élu         |
| 1976  |       | PS    | Rennes-III | 2 939        | 45,89        | 1er          | 4 326       | 59,77       | Élu         |

### Élections municipales
| Année | Parti | Parti   | Commune | Premier tour | Premier tour | Premier tour | Second tour | Second tour | Second tour | Sièges  |
| Année | Parti | Parti   | Commune | Voix         | %            | Rang         | Voix        | %           | Issue       | Sièges  |
| ----- | ----- | ------- | ------- | ------------ | ------------ | ------------ | ----------- | ----------- | ----------- | ------- |
| 1977  |       | PS (UG) | Rennes  | 36 161       | 48,57        | 1er          | 44 578      | 55,85       | Élu         | 43 / 43 |
| 1983  |       | PS (UG) | Rennes  | 36 594       | 47,11        | 1er          | 43 061      | 52,84       | Élu         | 45 / 59 |
| 1989  |       | PS (UG) | Rennes  | 32 834       | 50,76        | 1er          |             |             | Élu         | 46 / 59 |
| 1995  |       | PS (UG) | Rennes  | 32 353       | 48,68        | 1er          | 38 042      | 59,45       | Élu         | 47 / 59 |
| 2001  |       | PS (UG) | Rennes  | 18 395       | 32,01        | 1er          | 24 660      | 42,77       | Élu         | 48 / 61 |

### Documentaire
- « Edmond Hervé 30 ans pour une ville » documentaire de 52 min diffusé en 2008 sur France 3 et TVR qui retrace le parcours d'Edmond Hervé.

Ce film réalisé par Thibaut Boulais a été tourné durant la dernière année de mandat du maire. (Coproduction : Mille et Une Film / France 3 Ouest / TVR)